# 1304 Arosa
Arosa (asteróide 1304) é um asteróide da cintura principal com um diâmetro de 42,94 quilómetros, a 2,8525427 UA. Possui uma excentricidade de 0,1097698 e um período orbital de 2 095,04 dias (5,74 anos).
Arosa tem uma velocidade orbital média de 16,63902346 km/s e uma inclinação de 18,97902º.
Esse asteróide foi descoberto em 21 de Maio de 1928 por Karl Reinmuth.